# Сборная Ирана по футболу
Сбо́рная Ира́на по футбо́лу (перс. تیم ملی فوتبال ایران‎) — национальная сборная, представляющая Иран на международных турнирах и матчах по футболу. Управляется и контролируется Федерацией футбола ИРИ, которая была основана в 1920 году, стала членом ФИФА в 1945 году, а членом АФК в 1954 году. Также является членом ФАЦА. Сборная Ирана является одной из сильнейших сборных Азии. Домашние матчи в основном проводит на стадионе «Азади», который находится в Тегеране.

## Сборная Ирана на крупнейших международных турнирах

### Чемпионат мира
- 1930—1970 — не участвовала
- 1974 — не прошла квалификацию
- 1978 — групповой этап (14-е место)
- 1982 — отказалась от участия
- 1986 — дисквалифицирована
- 1990—1994 — не прошла квалификацию
- 1998 — групповой этап (20-е место)
- 2002 — не прошла квалификацию
- 2006 — групповой этап (25-е место)
- 2010 — не прошла квалификацию
- 2014 — групповой этап (28-е место)
- 2018 — групповой этап (18-е место)
- 2022 — групповой этап (26-е место)
- 2026 — квалифицировались

### Олимпийские игры
- 1908—1960 — не участвовала
- 1964 — групповой этап (12-е место)
- 1968 — не участвовала
- 1972 — групповой этап (12-е место)
- 1976 — четвертьфинал (7-е место)
- 1980—1984 — не приняла участие ввиду бойкота Олимпийских игр
- 1988—2020 — не прошла квалификацию

### Кубок Азии
- 1956 — отказалась от участия
- 1960 — не прошла квалификацию
- 1964 — отказалась от участия
- 1968 —  Чемпион
- 1972 —  Чемпион
- 1976 —  Чемпион
- 1980 —  3-е место
- 1984 — 4-е место
- 1988 —  3-е место
- 1992 — Групповой этап (5-е место)
- 1996 —  3-е место
- 2000 — Четвертьфинал (5-е место)
- 2004 —  3-е место
- 2007 — Четвертьфинал (5-е место)
- 2011 — Четвертьфинал (5-е место)
- 2015 — Четвертьфинал (6-е место)
- 2019 — Полуфинал ( 3-е место)
- 2023 — Полуфинал ( 3-е место)

## История

### Сборная под руководством Карлоша Кейроша

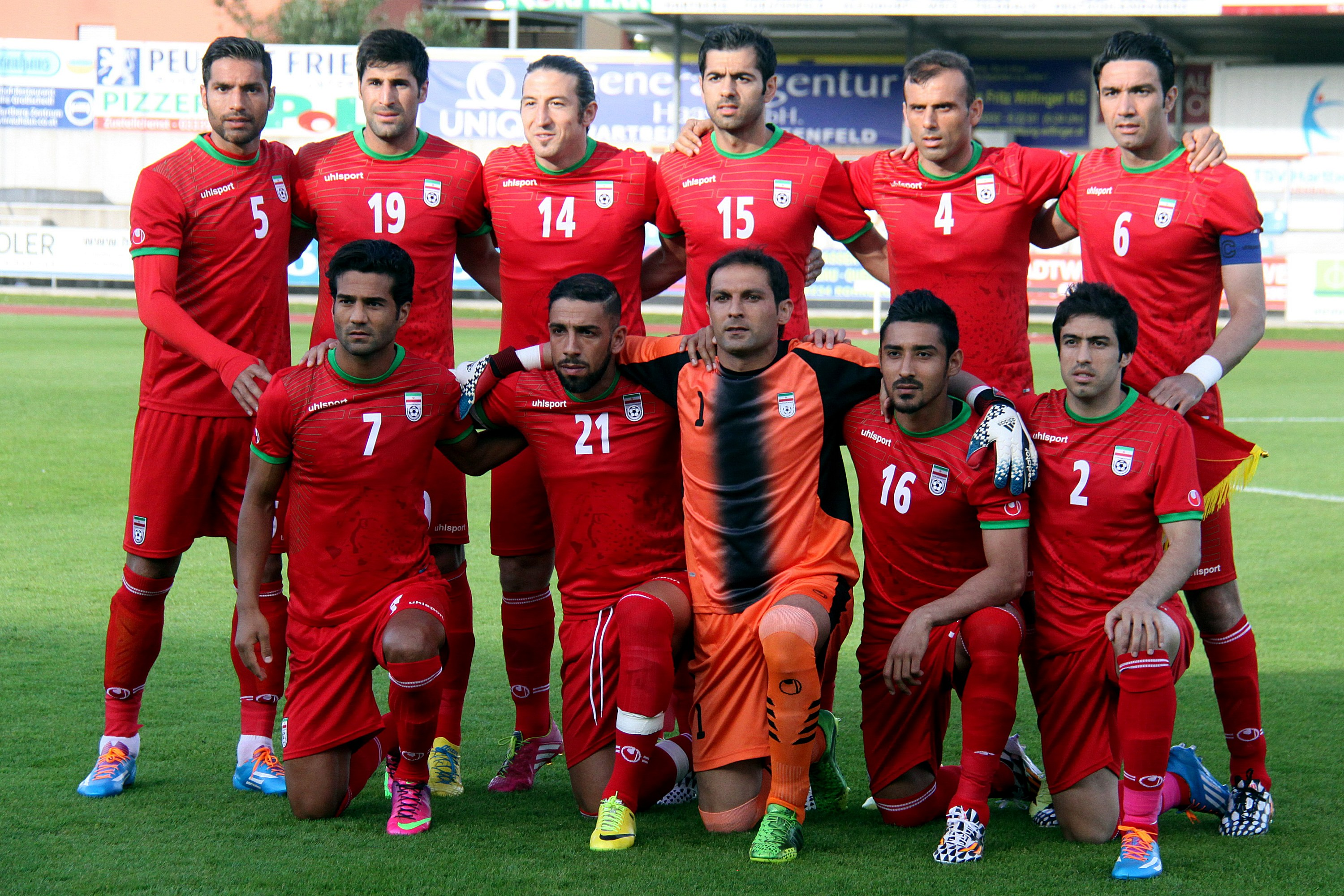
Сборная Ирана в 2014 году

4 апреля 2011 года Федерация футбола Ирана подписала контракт с португальским тренером Карлушем Кейрошем на два с половиной года до окончания чемпионата мира по футболу 2014. Свой первый матч сборная под руководством Кейроша провела успешно, победив Мальдивские острова (4:0) в рамках второго раунда отборочного турнира на чемпионат мира 2014. После победы по сумме двух матчей со счётом 5:0, Иран продвинулся к третьему отборочному раунда, где соперниками по группе стали сборные Индонезии, Катара и Бахрейна. Иран занял лидирующие позиции в своей группе, победив Бахрейн в домашнем матче (6:0) на стадионе «Азади». В сборную также был приглашён бывший игрок немецкой молодёжки Ашкан Дежага, сделавший дубль в своём дебютном матче против Катара. После победы 4:1 в Индонезии, сборная Ирана получила право на участие в финальном четвёртом раунде с прямой квалификацией на чемпионат мира 2014. В четвёртом раунде Иран попал в группу к Республике Корея, Катару, Узбекистану и Ливану. Кейрош пригласил ещё одного игрока, имевшего иранские корни Реза Гучаннеджад. Иран начал свой четвёртый раунд, победив в Узбекистане (1:0). Потом сборная сыграла вничью в Катаре (0:0), проиграла в Ливане (0:1), победила сборную Республики Корея на стадионе «Азади» 16 октября благодаря голу капитана Джавада Некунама. После проигрыша (0:1) в Тегеране против Узбекистана, Иран победил Катар (1:0) в Дохе и Ливан (4:0) дома. В своём последнем отборочном матче Иран победил Республику Корея (1:0), в результате чего квалифицировался на чемпионат мира 2014 как победитель группы с 16 очками. Таким образом, Иран стал третьей сборной Карлуша Кейроша, которой удалось квалифицироваться на чемпионат мира. Иран продолжил свою победную серию, обеспечив квалификацию на Кубок Азии по футболу 2015.
Карлуш Кейрош известен тем, что привлекает в сборную зарубежных игроков с иранскими корнями. Так за сборную были заиграны иранские немцы Даниэль Давари и Ашкан Дежага, голландский иранец Реза Гучаннеджад, шведский иранец Омид Назари, канадский иранец Стивен Бейташур и другие.
На чемпионате мира по футболу 2014 в Бразилии сборная Ирана попала в группу F вместе со сборными Боснии и Герцеговины, Аргентины и Нигерии. В первом матче против Нигерии, команды сыграли вничью 0:0, после команда проиграла Аргентине (0:1) и Боснии и Герцеговине (1:3). Сборная Ирана заняла последнее место в группе и покинула турнир.
Сборная Ирана успешно квалифицировалась на чемпионат мира 2018 года, где сыграла в группе B со сборными Португалии, Испании и Марокко. В первом матче против марокканцев иранцы добились минимальной победы со счётом 1:0. Это была первая за 20 лет победа сборной Ирана на чемпионате мира. После этого последовало поражение от Испании с таким же счётом 0:1, а в последнем туре была зафиксирована ничья с Португалией 1:1. Азиаты заняли третье место в группе и выбыли из турнира.
На чемпионате мира по футболу 2022, проходившем в Катаре, сборная Ирана попала в группу В со сборными Англии, США и Уэльса. В первом матче иранцы крупно уступили англичанам со счëтом 2:6. Во второй игре азиаты обыграли Уэльс 2:0. В третьем поединке команда Ирана проиграла американцам 0:1. Иранцы заняли 3-е место в группе с 3 очками и не вышли из группы. После чемпионата мира 2022 Карлуш Кейрош покинул пост главного тренера сборной Ирана.

## Состав
Следующие игроки были вызваны в состав сборной главным тренером Карлушем Кейрошем для участия в матчах Чемпионата мира 2022, который проходил в Катаре с 20 ноября по 18 декабря 2022 года.
Игры и голы приведены по состоянию на 29 ноября 2022 года:
| 1  | Вр  | Алиреза Бейранванд    | 21 сентября 1992 (32 года) | 54  | 0  | Персеполис          |  |  |
| 12 | Вр  | Пайам Ниязманд        | 6 апреля 1995 (30 лет)     | 1   | 0  | Сепахан             |  |  |
| 22 | Вр  | Амир Абедзаде         | 26 апреля 1993 (32 года)   | 11  | 0  | Понферрадина        |  |  |
| 24 | Вр  | Хоссейн Хоссейни      | 30 июня 1992 (33 года)     | 8   | 0  | Эстегляль           |  |  |
|    |     |                       |                            |     |    |                     |  |  |
| 2  | Защ | Садег Мохаррами       | 1 марта 1996 (29 лет)      | 22  | 0  | Динамо Загреб       |  |  |
| 3  | Защ | Эхсан Хаджсафи        | 25 февраля 1990 (35 лет)   | 124 | 7  | АЕК Афины           |  |  |
| 4  | Защ | Шоджа Халилзаде       | 14 мая 1989 (36 лет)       | 25  | 1  | Аль-Ахли Доха       |  |  |
| 5  | Защ | Милад Мохаммади       | 29 сентября 1993 (31 год)  | 48  | 1  | АЕК Афины           |  |  |
| 8  | Защ | Мортеза Пуралиганджи  | 19 апреля 1992 (33 года)   | 49  | 3  | Персеполис          |  |  |
| 13 | Защ | Хоссейн Кананизадеган | 23 марта 1994 (31 год)     | 36  | 2  | Аль-Ахли Доха       |  |  |
| 15 | Защ | Рузбе Чешми           | 24 июля 1993 (31 год)      | 21  | 2  | Эстегляль           |  |  |
| 19 | Защ | Маджид Хоссейни       | 20 июня 1996 (29 лет)      | 21  | 0  | Кайсериспор         |  |  |
| 23 | Защ | Рамин Резаэян         | 21 марта 1990 (35 лет)     | 48  | 3  | Сепахан             |  |  |
| 25 | Защ | Аболфазл Джалали      | 26 июня 1998 (27 лет)      | 4   | 0  | Эстегляль           |  |  |
|    |     |                       |                            |     |    |                     |  |  |
| 6  | ПЗ  | Саид Эззатоллахи      | 1 октября 1996 (28 лет)    | 50  | 1  | Вайле               |  |  |
| 7  | ПЗ  | Алиреза Джаханбахш    | 11 августа 1993 (31 год)   | 66  | 13 | Фейеноорд Роттердам |  |  |
| 11 | ПЗ  | Вахид Амири           | 2 апреля 1988 (37 лет)     | 68  | 2  | Персеполис          |  |  |
| 14 | ПЗ  | Саман Годдос          | 6 сентября 1993 (31 год)   | 34  | 2  | Брентфорд           |  |  |
| 16 | ПЗ  | Мехди Тораби          | 10 сентября 1994 (30 лет)  | 38  | 7  | Персеполис          |  |  |
| 17 | ПЗ  | Али Голизаде          | 10 марта 1996 (29 лет)     | 29  | 6  | Шарлеруа            |  |  |
| 18 | ПЗ  | Али Карими            | 11 февраля 1994 (31 год)   | 16  | 0  | Кайсериспор         |  |  |
| 21 | ПЗ  | Ахмад Нуроллахи       | 1 февраля 1993 (32 года)   | 29  | 3  | Шабаб Аль-Ахли      |  |  |
|    |     |                       |                            |     |    |                     |  |  |
| 9  | Нап | Мехди Тареми          | 18 июля 1992 (32 года)     | 63  | 30 | Порту               |  |  |
| 10 | Нап | Карим Ансарифард      | 3 апреля 1990 (35 лет)     | 96  | 29 | Омония Никосия      |  |  |
| 20 | Нап | Сердар Азмун          | 1 января 1995 (30 лет)     | 68  | 41 | Байер 04 Леверкузен |  |  |

## Стадион

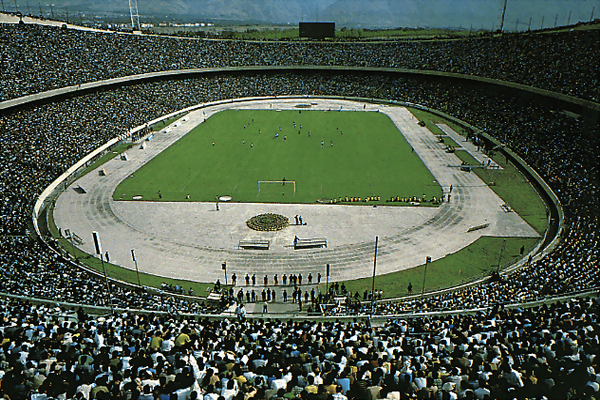
Стадион «Азади»

Основным стадионом для проведения домашних матчей национальной сборной Ирана является стадион «Азади» в Тегеране, вмещающий около 80 тысяч зрителей. До недавнего времени стадион мог вмещать в себя 100 тысяч зрителей. Стадион «Азади» был построен в 1970—1973 годах, открыт в 1973 году. Является крупнейшим и главным стадионом Ирана. Почти все свои матчи сборная Ирана проводит именно на этом стадионе. До постройки стадиона «Азади», основным домашним стадионом сборной Ирана являлся стадион «Амджадие» (ныне называется стадионом Шахида Шируди), который вмещает 30 тысяч зрителей.
Сборная Ирана также проводила и проводит свои некоторые матчи на стадионах «Ядегар-э Эмам» в Тебризе, «Тахти» в Тегеране, «Энкелаб» в Кередже.

## Визитная карточка

### Прозвища
Как и у других национальных футбольных сборных мира, у сборной Ирана есть свои прозвища. Наиболее распространённым и известным прозвищем сборной Ирана является Тим Мелли́ (англ. Team Melli), который с персидского языка буквально переводится как Национальная сборная (перс. تیم ملی‎). Также сборную Ирана называют Персидскими звёздами, Принцами Персии, Персидскими леопардами, Львами Ирана.

### Форма

#### Домашняя
| ЧМ-1978 | 1986    | 1990 | ЧМ-1998 | ЧМ-2006 | 2008 — 2009 | КА-2011 | ЧМ-2014 | 2016 | 2017 | ЧМ-2018 |
| 2021    | ЧМ-2022 |      |         |         |             |         |         |      |      |         |

#### Гостевая
| ЧМ-1978 | ЧМ-1998 | ЧМ-2006 | 2008 — 2009 | КА-2011 | ЧМ-2014 | 2017 | ЧМ-2018 | 2021 | ЧМ-2022 |

Источники:,

#### Производители
| Период     | Производитель |
| ---------- | ------------- |
| 1978—1980  | Adidas        |
| 1980       | Puma          |
| 1981—1993  | Amini         |
| 1993—1998  | Shekari       |
| 1998—2000  | Puma          |
| 2000—2004  | Shekari       |
| 2004—2006  | Daei Sport    |
| 2006—2007  | Puma          |
| 2007—2008  | Merooj        |
| 2008—2009  | Daei Sport    |
| 2009—2012  | Legea         |
| 2012—2016  | Uhlsport      |
| 2016       | Givova        |
| 2016—2019  | Adidas        |
| 2019—2022  | Uhlsport      |
| 2022—н. в. | Merooj        |